# 普勒方德湖
普勒方德湖（英語：Lake Profound），是南極洲的湖泊，位於南設得蘭群島的喬治王島，處於賈斯珀角西北面0.4公里的菲爾德斯半島東北部，在1979年由英國南極名稱諮詢委員會命名，現時由南極條約體系管理。